# 福大前站
福大前站（日语：／ Fukudai-mae eki */?）是一個位於日本福岡縣福岡市城南區七隈八丁目，屬於福岡市地下鐵七隈線的鐵路車站。車站編號是N06。

## 歷史
- 2005年（平成17年）2月3日：開業。

## 車站構造
島式月台1面2線的地底車站。設有月台閘門設備。

### 月台配置
| 月台 | 路線   | 目的地                         |
| ---- | ------ | ------------------------------ |
| 1    | 七隈線 | 六本松、藥院、天神南、博多方向 |
| 2    | 七隈線 | 野芥、橋本方向                 |

## 利用狀況
2016年（平成28年）度的1日平均上車人次為6,534人。作為七隈線車站次於天神南站、藥院站排行第3位。
開業以後1日平均上車人次的推移如下表。
| 年度               | 1日平均 上車人次 |
| ------------------ | ---------------- |
| 2004年（平成16年） | 3,262            |
| 2005年（平成17年） | 3,766            |
| 2006年（平成18年） | 4,463            |
| 2007年（平成19年） | 5,013            |
| 2008年（平成20年） | 5,397            |
| 2009年（平成21年） | 5,581            |
| 2010年（平成22年） | 5,764            |
| 2011年（平成23年） | 6,229            |
| 2012年（平成24年） | 6,064            |
| 2013年（平成25年） | 6,095            |
| 2014年（平成26年） | 6,313            |
| 2015年（平成27年） | 6,360            |
| 2016年（平成28年） | 6,534            |

## 相鄰車站
福岡市交通局（福岡市地下鐵）
 七隈線
梅林（N05）－福大前（N06）－七隈（N07）

## 外部連結
- 福岡市地下鐵 福大前站 （页面存档备份，存于）（日語）